# HIP 56948
HIP 56948 (也稱為HD 101364) 是一顆G5V的孿生太陽恆星，迄2013年1月，它是所發現的恆星中在大小、質量、溫度、化學組成、和有爭議的年齡上，與太陽最相似的。我們的太陽年齡大約是46億歲，而HIP 56948據信還年輕了10億歲 －所以這兩顆恆星在主序帶上的生命大約分別輕利的一半和三分之一。
它的與地球相距208光年，位置在天龍座，大約介於北極星和天樞 (大熊座α)的中間。天文學家企圖尋找它的行星系統，但到目前為止尚無任何發現，這些觀測顯示該恆星沒有任何的熱木星 。

## 發現
澳大利亞國立大學的Jorge Meléndez和德州大學的Iván Ramírez在2007年使用麥克唐納天文台2.7米的Harlan J. Smith telescope望遠鏡研究這顆恆星。

## 鋰豐度
其他的類太陽恆星，像是罰一 (天蝎座18)，它們的鋰豐度是太陽的好幾倍。HIP 56948可能是已知孿生太陽的最佳候選者，它的鋰豐度最類似於我們的太陽。在2009年，日本天文學會的高色散光譜研究證實了這一點。

## 顯著性

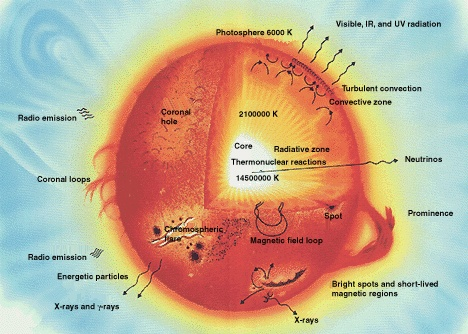
太陽這一類恆星的剖面圖(NASA)。

這顆恆星的發現者，在他們的論文摘要說：  
超過10年的時間，即使它存在著鋰豐度3倍於太陽的差異，天蠍座18 (HD 146233) 一直被認為是與太陽最相似的恆星。使用麥克唐納天文台的高解析、高-S/N光譜觀測，我們證實了HIP 56948和HIP 73815的參數和化學成分，包括被認為是異常偏低的鋰豐度，都與太陽更為相似。HIP 56948，尤其是，有著與太陽相同的恆星參數，並且都在誤差可能的範圍之內，是迄今最佳的孿生太陽。HIP 56948 也像我們的太陽一樣欠缺熱木星，考慮這顆恆星的年齡 (與太陽相差約10億歲)，並且它的位置和環繞著銀河的軌道，如果有類地行星存在並環繞著它，它們可能已經有足夠的時間發展出複雜的生命，使它們成為SETI的一個主要目標。——Jorge Meléndez and Iván Ramírez